# Romanö

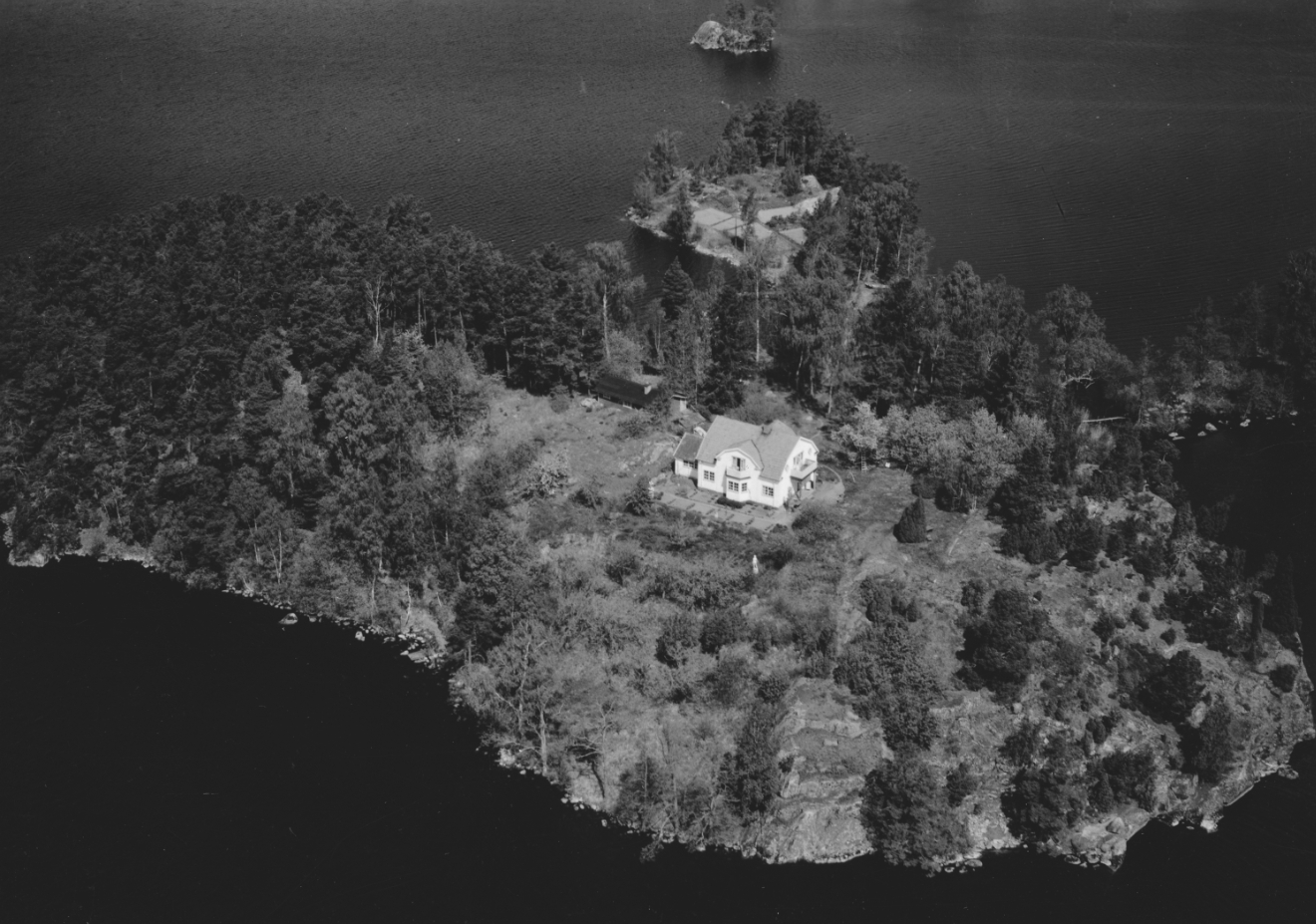
Romanö, fotografi från 1955.

Romanö är en ö i sjön Sommen i Tranås kommun, cirka 200 meter söder om det gamla Romanäs sanatorium och en kilometer nordost om Svartåns mynning ut i sjön. Ön var från 1885 bebodd av konstnärsfamiljen Knut Ekwall; det var deras egen ö, där alla skulle lära sig måla, musicera och framställa vin. På ön föddes dottern Runa, sedermera skulptris.
År 1912 blev ett annus horribilis på ön, då först huset eldhärjades i mitten av mars och en månad senare i april dog ägaren Knut Ekwall. Den siste bofaste lämnade Romanö vid 1900-talets mitt.
Ön är privatägd och ingår inte i, men är helt omsluten av Romanäs naturreservat.